# 堰本村
堰本村（せきもとむら）は福島県伊達郡にあった村。現在の伊達市梁川町各町の南部にあたる。

## 地理
- 山：大館山
- 河川：広瀬川

## 歴史
- 1889年（明治22年）4月1日 - 町村制の施行により、大関村、細谷村、新田村の区域をもって発足。
- 1955年（昭和30年）3月1日 - 梁川町・五十沢村・富野村・山舟生村・白根村・粟野村と合併して梁川町が発足。同日堰本村廃止。
- 2006年（平成18年）1月1日 - 梁川町が伊達町・保原町・霊山町・月舘町と合併して伊達市が発足。

## 交通

### 鉄道路線
現在は阿武隈急行線の新田駅が所在するが、当時は未開業。